# Tiziana De Carolis
Tiziana De Carolis, née en 1970 à Bari, est compositrice et pianiste italienne installée en France.

## Biographie

### Jeunesse italienne
Tiziana De Carolis naît en 1970 à Bari dans les Pouilles,. À partir de 11 ans, elle étudie le français dans son école près de Bari.
Ses parents ne sont pas musiciens, mais ils encouragent dès son jeune âge son envie de musique. À l'origine de sa vocation de compositrice se trouve la musique de film,.
Elle étudie au Conservatoire National Niccolò Piccinni de Bari, où elle obtient un premier prix en histoire de la musique et harmonie en 1989 et un premier prix de piano avec félicitations du jury en 1992,. Elle étudie la composition auprès de F. Sarno, un disciple de Nino Rota.

### Arrivée en France
Tiziana De Carolis s'installe en France en 1995 à l'âge de 25 ans. Grâce à une bourse, elle y poursuit ses études à l'École normale de musique de Paris, d'où elle sort diplômée deux ans plus tard en composition de musique de film et musique de chambre,.
En décembre 2008, est créé Les Quatre éléments pour chœur et orchestre, sur une commande de la mairie de Levallois-Perret pour célébrer le Centenaire de la Musique de Film,. Une « improvisation visuelle » du photographe et réalisateur Alexandre Dubosc accompagne la musique.
En 2011, elle écrit Quattro stagioni del cuore pour violon, violoncelle et piano.
À l'invitation du Consulat de France et de la Texan-French Alliance of the Arts, elle crée en mars 2013 la suite pour piano Dualities au théâtre TBH de Houston. À cette occasion, six artistes peintres, David Brown, Karine Parker-Lemoyne, Voahangy Ramariavelo Grenier, Dorothée de Ribet, Annabelle Smith Bigno et Anne Maizia, sont invités à exposer des œuvres inspirées par les pièces musicales,. En 2014, la chorégraphe texane Karen Strokes crée le ballet Black & White sur une musique tirée de Dualities.
La Salle Ravel de Levallois-Perret accueille en 2016 le spectacle Tous contes fées dont elle a écrit la musique, en compagnie de la chanteuse Anne Baquet et l'illustratrice Marie Lambert. Dans la même soirée a lieu la création de Open the door pour chœur à cappella et de son concerto pour piano Dualités Déconcertantes, dirigé par Vincent Renaud,.
En 2018, elle est marraine du festival Présences Féminines à Toulon, qui lui commande C'est l'heure exquise pour violon, basse, soprano et piano, écrit en hommage à la compositrice Régina Poldowski.
En 2020, elle écrit Eh bien, chantez maintenant ! pour soprano et piano.
En 2020 paraît Voies(x) de femmes, un disque enregistré avec la soprano Théodora Cottarel, qui met en valeur le répertoire de compositrices du passé et du présent. Les deux femmes jouent ainsi des œuvres d'Isabelle Aboulker, de Lili Boulanger ou Germaine Tailleferre. De Carolis signe 9 des 27 plages du disque, sur des textes de Jean de La Fontaine,,.

### Enseignement
En 2005, Tiziana De Carolis crée la classe de composition de musique de film au conservatoire Maurice-Ravel de Levallois-Perret, avec le soutien de l’UCMF dont elle est membre,.
Elle est présidente de l'École de musique de Fourqueux

## Prix
- 2002 : premier prix au Concours International de Composition des « Académies de Lutèce » de Paris[1]
- 2014 : Prix International Pugliesi nel mondo[7]

## Style
Les harmonies de Tiziana De Carolis évoquent la musique de film et Claude Debussy.

## Œuvres
Parmi ses œuvres publiées, on peut citer, :

### Instrument solo
- 2012 : Androgynous, piano
- 2012 : Black & white, piano
- 2012 : Mistero, deux pianos
- 2012 : Phosphoros, piano
- 2012 : Secret murmurs, piano
- 2013 : Chiaroscuro, piano
- 2013 : Dantliszt, piano
- 2013 : Amazing walk, piano six mains
- 2017 : Balançoire, piano six mains
- 2017 : Divertimento ostinat, piano huit mains
- 2017 : Madrigal, piano
- 2018 : Autunno et merci sapins !, piano quatre mains
- 2018 : De l'autre côté de la plaine, piano
- 2018 : Le Printemps, piano
- 2019 : Idylle sur l’orient express, piano quatre mains
- Sense & sensibility, piano
- Dualities, piano
- Storie al tramonto/Histoires autour du feu, piano quatre mains

### Musique de chambre
- 2006 : Lembi di sogno saxophone soprano, piano
- Del riso et dell’oblio, flûte, piano
- Ostinato, quintette pianos
- Scherzo, flûte, piano
- Sextuor en mouvement, flûte, saxophone soprano, trio à cordes, piano
- C'est l'heure exquise, soprano, violon, contrebasse, piano
- Mistero, deux pianos
- Oh, clair de la lune !, piano quatre mains, voix
- Ostinato, cinq pianos
- Pré-lude, conte de faits, voix, violoncelle, piano
- Quattro stagioni del cuore, violon, violoncelle, piano/flûte, basson, piano
- Sextuor en mouvement, flûte, saxophone soprano, piano, violon, alto, violoncelle
- Don Pasquale Fantaisie, flûte, hautbois, cor anglais, clarinette en Si, clarinette basse en Si, basson, cor en Fa, piano

### Musique vocale
- 2001 : Malumbia, mélodie
- 2012 : Phileasine Foggette, mélodie
- 2013 : Le Bocal, mélodie
- 2014 : Et pourquoi ?, mélodie
- 2015 : Con de fée, mélodie
- 2015 : Loulou, mélodie
- 2015 : Non, mélodie
- 2015 : Oh, clair de la lune !, voix, piano quatre mains
- 2015 : Le Chêne et le Roseau, mélodie
- 2015 : Le Corbeau et le Renard, mélodie
- 2017 : À quoi ça sert un poème, chœur d'enfants, piano
- 2017 : La Chauve-souris, chœur d'enfants, piano
- 2018 : C’est l’heure exquise, mélodie
- 2018 : Linea Riflessa, chœur SATB, piano
- 2019 : Mensonge pour de vrai, mélodie
- Villanelle, chœur d'enfants
- Le Basset & le lévrier, mélodie
- Open the door, chœur mixte a cappella
- Pré-lude, conte de faits, mélodie
- Somnambule, mélodie
- Tirelire, mélodie

### Pour orchestre
- Dualités déconcertantes, concerto pour piano
- Les quatre éléments, chœur, orchestre et improvisations visuelles

### Opéra
- Shift, opéra en trois actes

## Spectacles
Tiziana De Carolis a écrit de la musique pour plusieurs spectacles :
- 2014 : Black & White, musique de ballet sur une chorégraphie de Karen Stokes
- 2016 : Tous contes fées, spectacle jeunesse autour du conte. De Carolis au piano est accompagnée par Anne Baquet au chant et Marie Lambert aux illustrations.

## Discographie
- 2012 : Movie(s)emotions, avec Hans Peter Ströer (Illusion records)
- 2014 : Dualities, Tiziana De Carolis Tiziana De Carolis joue au piano Dualities, un recueil de sept pièces courtes[12].
- 2020 : Voies(x) de femmes, avec la soprano Théodora Cottarel (Digressione music)

## Musique de film
- 2010 : Citrouille et vieilles dentelles, court-métrage d'animation de Juliette Loubières[13]
- 2014 : La Leçon de choses, court-métrage de Juliette Loubières
- 2014 : 24 mensonges par seconde, court-métrage de Bruno Bouchard

Tiziana De Carolis a également écrit de la musique pour Le Haleur de Léonce Perret (1911).